# ロザリンド (衛星)
ロザリンド (Uranus XIII Rosalind) は、天王星の第13衛星である。
ロザリンドは、1986年1月13日にボイジャー2号が撮影した画像の中から、ボイジャーの画像解析チームによって発見された。発見は同年1月16日に国際天文学連合のサーキュラーで公表され、S/1986 U 4 という仮符号が与えられた。その後1988年6月8日に、ウィリアム・シェイクスピアの喜劇『お気に召すまま』に登場する追放された公爵の娘ロザリンドに因んで命名された。また、Uranus XIII という確定番号が与えられた。
ボイジャー2号が撮影した画像の中では、ロザリンドはほぼ球形の天体として写っていた。ロザリンドの長軸と短軸の比率は 0.8〜1.0 と推定されている。また、表面は灰色である。
ロザリンドは、測光的特徴や軌道要素がよく似たビアンカ、クレシダ、デズデモーナ、ポーシャ、ジュリエット、キューピッド、ベリンダ、ペルディータとともに、ポーシャ群を形成している。
ロザリンドは、コーディリアとの 3:5 軌道共鳴に非常に近い位置を公転している。また、ペルディータとの 7:8 の軌道共鳴にも近い。